# Idol Songs: 11 of the Best
Idol Songs: 11 of the Best es un álbum recopilatorio del músico y compositor británico Billy Idol, lanzado a través de Chrysalis Records en 1988. Contiene todos los sencillos de sus tres primeros discos, Billy Idol, Rebel Yell y Whiplash Smile, aunque no aparecen de forma cronológica. En la edición limitada aparecen cuatro mezclas alternativas. El disco llegó al puesto número dos en el Reino Unido, llegando a ser certificado platino por la BPI.
En 2003 se reeditó con portada alternativa bajo el título de The Essential.

## Lista de canciones
1. "Rebel Yell" - 4:48
2. "Hot in the City" - 3:38
3. "White Wedding" - 3:34
4. "Eyes Without a Face" - 4:10
5. "Catch My Fall" - 3:43
6. "Mony Mony" - 4:09
7. "To Be a Lover" - 3:52
8. "Sweet Sixteen" - 4:15
9. "Flesh for Fantasy" - 3:49
10. "Don't Need a Gun" - 4:28
11. "Dancing with Myself" [Versión sencillo] - 3:20

Pistas adicionales de la edición especial (DBILCD1)
1. "Don't Need a Gun" (Melt Down Mix) - 7:08
2. "Mony Mony" (Hung Like a Pony Mix) - 7:02
3. "Eyes Without a Face" (versión extendida) - 4:58
4. "To Be a Lover" (Mother of Mercy Mix) - 6:49